# Textielindustrie

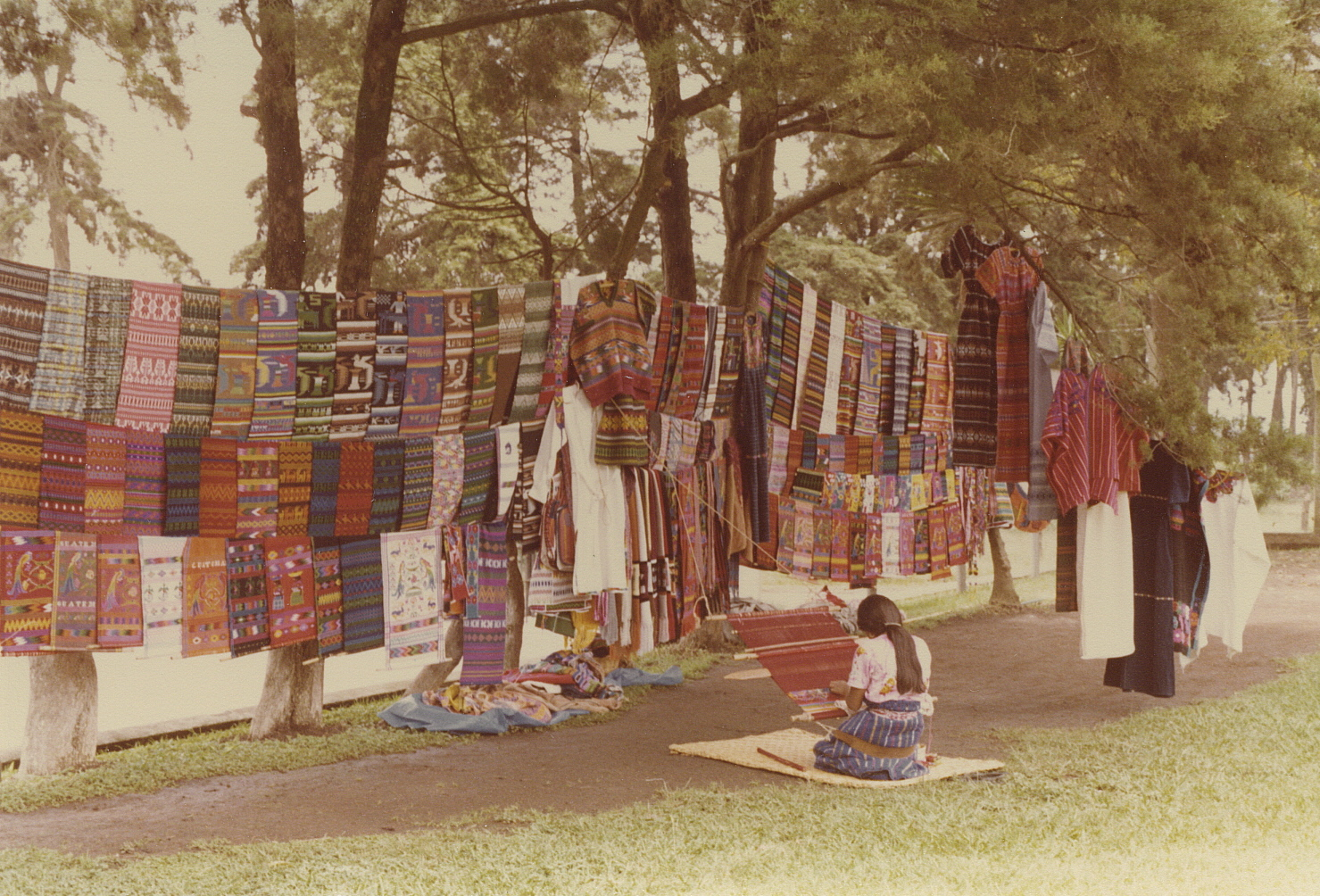
Traditionele textielnijverheid in Guatemala.

De textielindustrie is een bedrijfstak waarbij machinaal of met huisnijverheid textiel wordt geproduceerd. Het is gebaseerd op het proces van het omzetten van vezels in garen, dan stof, en dan textiel. Vervolgens kan hiervan kleding of andere artefacten gemaakt worden.
In de textielindustrie is katoen de belangrijkste natuurlijke vezel. Er is een breed scala aan technologie beschikbaar voor het spinnen en de stofvormende fase tot aan de complexe processen voor de afwerking en kleuring voor een breed gamma aan producten. Er blijft echter ook een grote industrie aanwezig die gebruikmaakt van handarbeid om gelijksoortige resultaten te bereiken.
Textiel heeft betrekking op al wat geweven is. Textiel wordt gebruikt voor kleding, voor woningdecoratie en bekleding, en voor huishoudelijke en technische toepassingen zoals poetslappen, zeilen en canvas.
Om textiel te maken is een bron van vezels de eerste vereiste. De belangrijkste vezels worden gewonnen uit wol, vlas en katoen. Later kwamen hier nog diverse soorten kunstvezels bij, te beginnen met kunstzijde vanaf 1884. Uit al deze vezels kan garen worden gemaakt, gewoonlijk door te spinnen. Het garen wordt verwerkt door te weven, waarmee men doek creëert. Het werktuig dat voor dit doel wordt gebruikt is het weefgetouw. Naast het weven bestaan nog andere processen om textiel uit garen te vervaardigen, waarvan met name het breien kan worden genoemd.
Naast genoemde bewerkingen, zijn er nog voorbereidingen zoals de processen om uit de grondstoffen vezels te verkrijgen. Voorts zijn er processen als wassen, verven, spoelen, bleken, drogen, vollen en dergelijke om stoffen met de juiste fysische of decoratieve eigenschappen te verkrijgen.

## Geschiedenis

### Oudheid

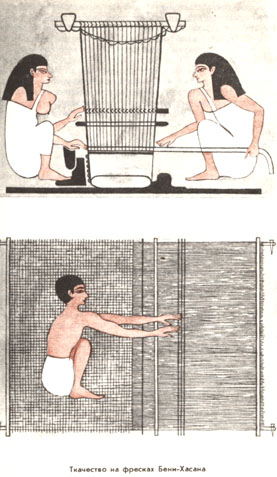
Het Oude Egypte.

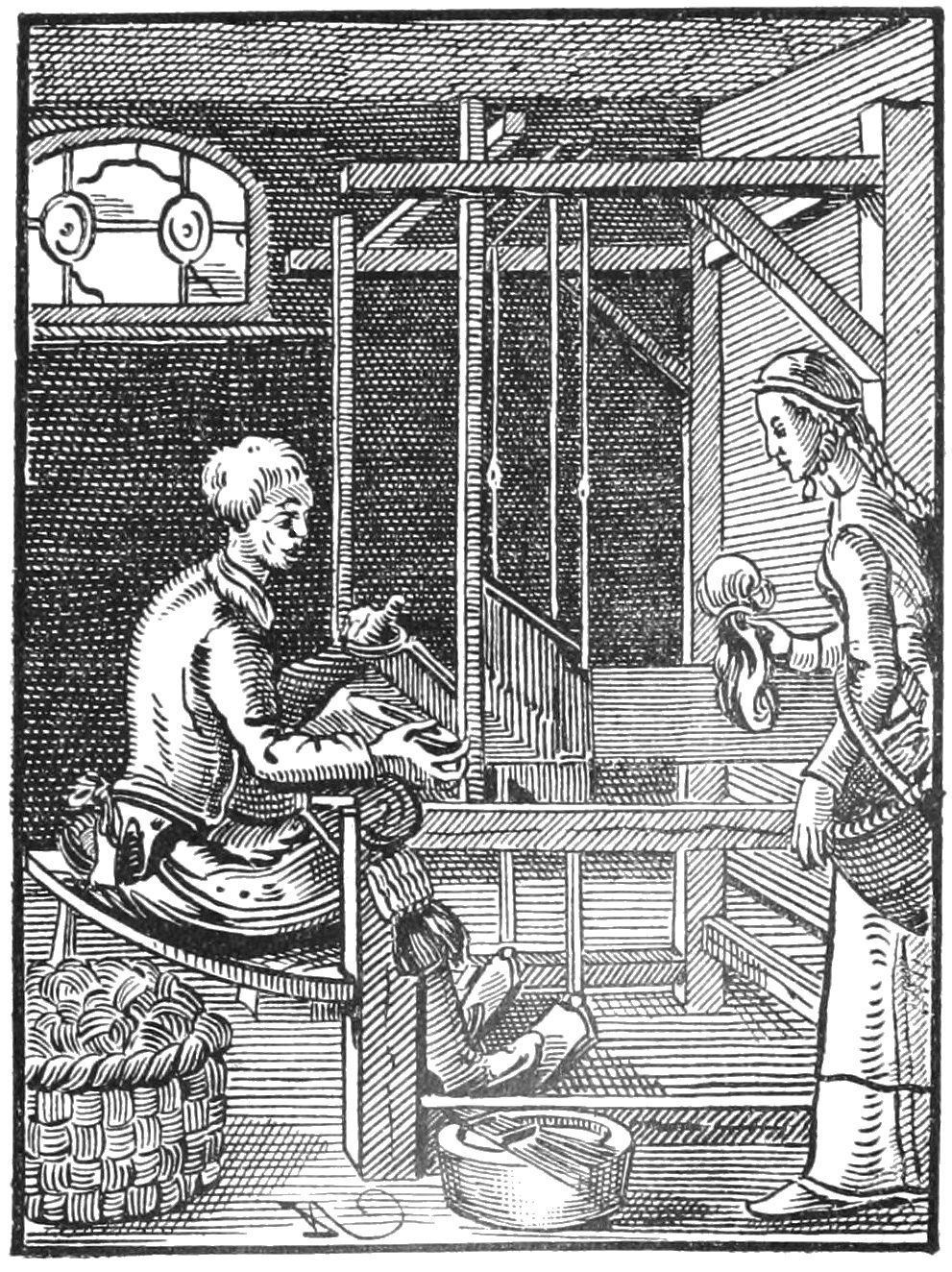
Handweven, 1568.

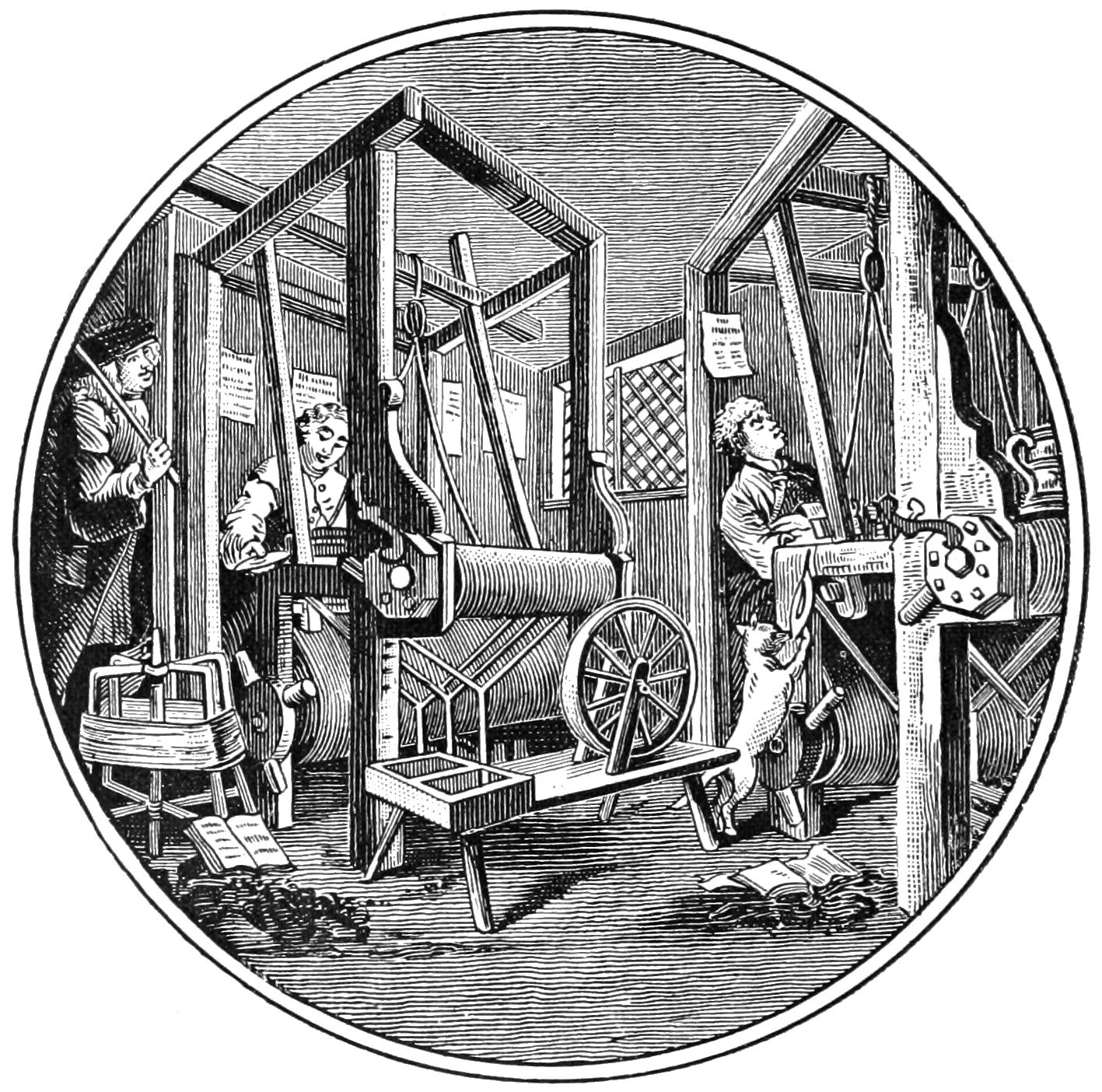
Handweven, 1750.

De productie van geweven stoffen is een al lang bestaande menselijke activiteit. De oudst bekende textielstoffen dateren uit ongeveer 5000 v. Chr. De ontwikkeling van spinnen en weven van katoen is omstreeks 3400 v.Chr. in het Oude Egypte begonnen. Het gebruik van vlasvezels voor de productie van textiel werd in Noord-Europa reeds toegepast tijdens het neolithicum. Ook de zijdecultuur kan bogen op een lange geschiedenis: vanaf 2600 v.Chr. werd in China zijde gesponnen en tot stoffen geweven. Er zijn overigens bronnen die veronderstellen dat de weefkunst al veel ouder is, tot 20.000 v.Chr. hetgeen blijken zou uit de afdrukken van textielweefsel in klei .
Tijdens de oudheid was er geen sprake van industriële vervaardiging van textiel. De productie van garens was vaak een beperking. Het was de taak van de vrouwen om, met behulp van de spinrok, garens te produceren. De werktuigen waren eenvoudig en werden door spierkracht aangedreven. De productie geschiedde op ambachtelijke wijze en in de vorm van huisarbeid.

### Middeleeuwen
In de loop van de middeleeuwen ontwikkelde zich de lakennijverheid, onder meer in het graafschap Vlaanderen. Als grondstof werd de wol gebruikt van de in de regio gehouden schapen. De kwaliteit van de lakense stoffen nam geleidelijk toe en in diverse Vlaamse steden ontstonden machtige gilden waarvan de voorlieden, zoals Jacob van Artevelde, tot grote rijkdom kwamen en ook grote politieke invloed aan de dag legden. Belangrijke gilden in dit verband waren de wevers, de snijders, de volders en de droogscheerders. In dit kader ontstonden ook handelsnetwerken. Zo werd wol op grote schaal vanuit Engeland geïmporteerd. De lakense stoffen waren zeer gewild maar het productieproces ervan was gecompliceerd. Eén belangrijke stap was het vollen, waarbij de stof vervilt werd en daardoor waterafstotend en slijtvast.
Door allerlei, ook politieke, verwikkelingen verspreidde de lakennijverheid zich ook naar andere gewesten zoals naar Brussel, dat tot het Hertogdom Brabant behoorde. Vanaf de 14e eeuw werd ook Leiden een belangrijke centrum voor de lakennijverheid . Er was daar sprake van een strikte arbeidsdeling tussen de bedrijven die de verschillende processtappen uitvoerden. Bovendien was er een streng keuringswezen. Uiteraard bloeide de lakennijverheid ook in andere delen van Europa, zoals in Florence.
Hoewel er van industriële productie nog geen sprake was, aangezien veel activiteiten zoals spinnen en weven, met behulp van spierkracht geschiedden en nog altijd in de vorm van thuisarbeid plaats konden vinden, was er sinds de 17e eeuw al sprake van volmolens, die de zware arbeid van de volders verlichtten.

### Linnen
Naast de verwerking van wol, met name de lakennijverheid, bestond vanouds ook de linnennijverheid. De daarbij benodigde processen omvatten repelen, roten, zwingelen en hekelen waarna men eveneens kan spinnen en weven.

### Katoen
In landen als India werd vanouds katoen aangewend om textiel te vervaardigen. Vanaf midden 17e eeuw werd de import van katoenen stoffen uit India van belang, vooral in Engeland. Hoewel ook de katoenvezel en het gebruik ervan in West-Europa bekend was, konden de daar vervaardigde katoenweefsels niet concurreren met de -door goedkope slavenarbeid geproduceerde- geïmporteerde katoenen stoffen. Pas in de loop van de 18e eeuw zou de Europese katoennijverheid tot een industrie uitgroeien.

### Opkomst marktgerichte productie
Hoewel er diverse technische verbeteringen aan het weefgetouw werden uitgevoerd en ook het spinnewiel zijn intrede deed, bleef de textielnijverheid voor een belangrijk deel berusten op huisarbeid, waarbij, sinds de 16e eeuw, fabrikeurs de grondstoffen leverden en de weefsels afnamen. Dit systeem leidde tot enige schaalvergroting zoals het produceren voor een ruimere markt en de concentratie van activiteiten in fabriekshuizen, de voorlopers van echte fabrieken.

### Massaproductie

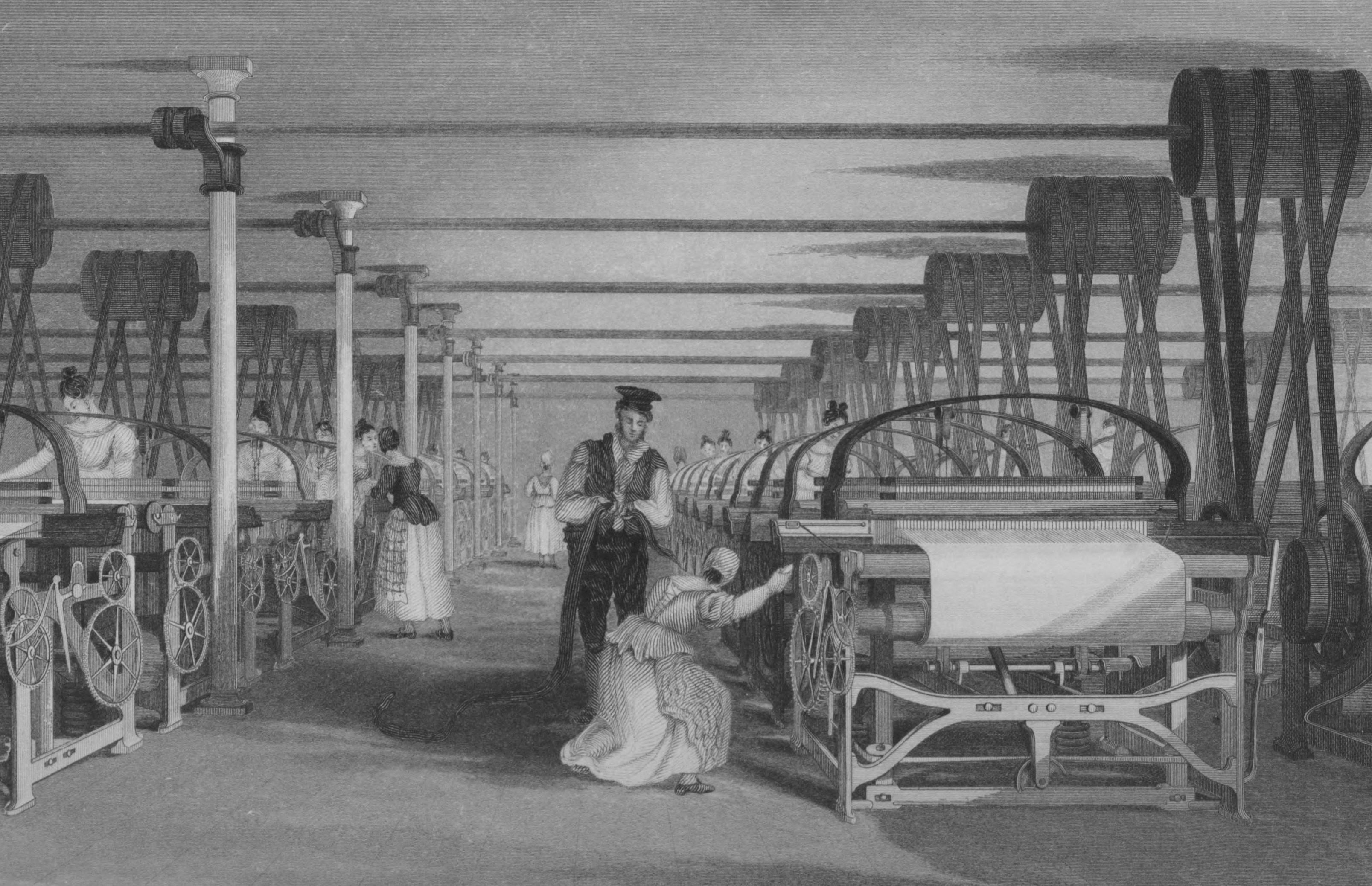
Weefmachine, 1835.

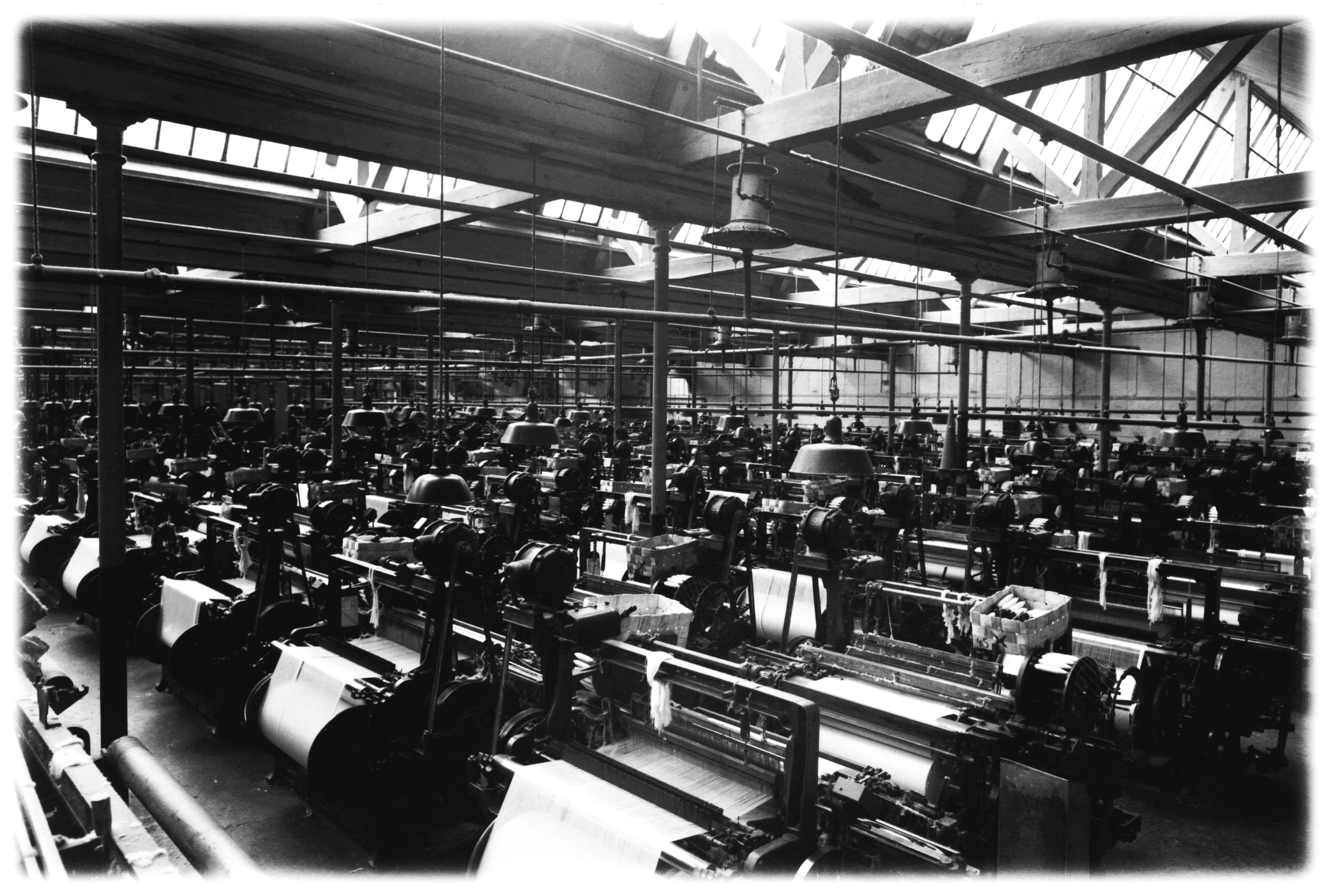
Fabriekshal ingericht met 1200 weefmachines, 1877.

De eerste uitvindingen waren er op gericht om de productiviteit van de arbeid te verbeteren, met behulp van mechanisatie: allereerst bij het spinnen, later ook bij het complexere weven. Als krachtbron was na de mens ook het paard inzetbaar. Voor de steeds grotere machines moest een beroep worden gedaan op waterkracht en later ook stoomkracht.  
Uitvindingen als de schietspoel van John Kay in 1733, de Spinning Jenny van James Hargreaves in 1764, en de spinmachine van Richard Arkwright in 1769, maakten goedkope massaproductie in het Verenigd Koninkrijk mogelijk. De productiecapaciteit werd nog verder verbeterd toen Eli Whitney in 1793 een machine uitvond die de katoenvezel snel kon scheiden van de zaaddozen en de vaak kleverige zaden.
Vanaf 1769 werd de stoommachine flink verbeterd door onder meer James Watt. Een grote verandering voltrok zich hierdoor in de textielnijverheid. Door de bevolkingstoename en de koloniale expansie begon ook de vraag naar katoenen producten snel te stijgen. Omdat de spinners en de wevers de grote vraag niet konden bijhouden, was er dringend behoefte aan een door een krachtbron aangedreven mechanisch weefgetouw, het power loom.
Er werd een weefgetouw met halfautomatisch schietspoel uitgevonden en er kwam een machine waarmee meerdere draden tegelijk konden worden gesponnen. Deze Spinning Jenny, bedacht door James Hargreaves, werd in 1779 gevolgd door een sterk verbeterd weefgetouw: de Mule Jenny. In het begin werden ze nog met waterkracht aangedreven, maar na 1780 was de stoommachine zover verbeterd dat deze ook in de fabrieken als aandrijving gebruikt kon worden. Er kon nu veel meer textiel worden geproduceerd. Dat was ook nodig, want in 1750 had Europa 130 miljoen inwoners, maar in 1850 was dit aantal al verdubbeld. Al die mensen hadden kleding nodig. Dankzij de machines werd er sneller en goedkoper geproduceerd en bleven de loonkosten laag. De textielindustrie is een van de aanjagers van de industriële revolutie geweest.
De uitvindingen van de Britse textielindustrie werden in de Napoleontische tijd illegaal naar het Europese vasteland gesmokkeld. In dit verband kan William Cockerill worden genoemd die vanaf 1799 de Zuid-Nederlandse stad Verviers tot een centrum van wolverwerking maakte. Op dezelfde wijze maakte Lieven Bauwens de stad Gent tot een centrum van wol-, linnen- en katoenindustrie.

### Synthetische vezels
Eind 19e eeuw zijn de eerste kunstmatige vezels gemaakt. Omdat de natuurlijke vezels bestaan uit lange moleculen, de macromoleculen, werd gezocht naar geschikte moleculen die uit goedkope natuurlijke grondstoffen gehaald konden worden. Hiervoor is het cellulose-molecuul uit hout gebruikt. Hieruit is de eerste kunstmatige vezel op natuurlijke basis gemaakt: rayon.
In de 20e eeuw werd gezocht naar synthetische macromoleculen waaruit vezels gemaakt konden worden. In 1938 werd de eerste geheel synthetische vezel ontdekt: nylon, een polyamidevezel. Hierna zijn nog zeer veel andere vezels ontwikkeld, zoals polyester, polyacryl, polyurethaan, polyetheen, polypropeen en aramide.

## Textielindustrie in België
- Gent, zie textielindustrie in Gent
- Mol, zie textielindustrie in Mol
- Verviers
- Kortrijk
- Moeskroen
- Ronse